# Arichanna albivertex
Arichanna albivertex är en fjärilsart som beskrevs av Eugen Wehrli 1933. Arichanna albivertex ingår i släktet Arichanna och familjen mätare. Inga underarter finns listade i Catalogue of Life.